# NGC 2234
NGC 2234 je otvoreni skup  u zviježđu Blizancima. 

## Vanjske poveznice
- SEDS: NGC 2234